# Östergötlands runinskrifter ATA1083/48
Östergötlands runinskrifter ATA1083/48 är ett vikingatida runstensfragment i Östra Hargs socken i Linköpings kommun. Fragmentet finns i Östra Hargs kyrkas tornfarstu. Det har tidigare legat i kyrkogårdsmuren. Stenstycket har måtten 0,65x0,40x0,19 meter. På en av dess smalsidor finns ett avsnitt av en runslinga. Runorna är av typen normalrunor.

## Translitterering
Inskriftsavsnittet lyder i translittererad form:
... : tufi : rst... ...

## Översättning
Översatt till nutida svenska blir detta "... Tove reste ..."